# ACR Messina
Associazione Calcio Rinascita Messina eller A.C.R. Messina är en fotbollsklubb i Messina i Italien.
Klubben har mestadels hållit till i lägre divisioner och blev nedflyttad ur Serie A efter säsongen 2006/2007.
Bästa placering i Serie A var en 7:e plats i säsongen 2004/2005.